# Родео (Калифорнија)
Родео (енгл. Rodeo) насељено је место без административног статуса у америчкој савезној држави Калифорнија.

## Демографија
По попису из 2010. године број становника је 8.679, што је 38 (-0,4%) становника мање него 2000. године.
| Група             | 2000.         | 2010.         |
| Белци             | 3.936 (45,2%) | 2.890 (33,3%) |
| Афроамериканци    | 1.398 (16,0%) | 1.410 (16,2%) |
| Азијати           | 1.398 (16,0%) | 1.762 (20,3%) |
| Хиспаноамериканци | 1.489 (17,1%) | 2.134 (24,6%) |
| Укупно            | 8.717         | 8.679         |